# Festival de théâtre en Val de Luynes
 (juin 2021).
Si vous disposez d'ouvrages ou d'articles de référence ou si vous connaissez des sites web de qualité traitant du thème abordé ici, merci de compléter l'article en donnant les références utiles à sa vérifiabilité et en les liant à la section « Notes et références ».
Le Festival de théâtre en Val de Luynes, depuis sa création en 2004, s'est imposé comme l'un des plus importants festivals de théâtre organisé en régions. Il a lieu tous les ans dans les communes de Luynes, Saint-Étienne-de-Chigny, Fondettes, et Saint-Cyr-sur-Loire.

## Historique
- 2004-2007 : Dirigé à l'origine par le maire Olivier Raffin et son adjoint M. Skaky, le festival était organisé par le personnel municipal
- 2008-2011 : Dirigé par les administrateurs de l'office du tourisme du val de Luynes, le festival était organisé par les bénévoles de cette association
- Depuis 2012 : Le festival est dirigé par l'association Val de Luynes Évènements.

Amateur de théâtre et de patrimoine, Monsieur Raffin, maire de Luynes créait le Festival de théâtre en Val de Luynes en 2004.
Son souhait associer le théâtre classique et les belles demeures environnantes.
Il propose ainsi un Festival joué en plein air dans des lieux souvent chargés d'histoire.
La première représentation est jouée au château de Chatigny sur la commune de Fondettes, c'est un succès, plus de 300 personnes assistent à cette représentation jouée par la Troupe des Deux rives de Versailles.
Depuis cette date, le Festival de Théâtre en Val de Luynes est devenu un moment fort de l'été dans notre paysage culturel.
Dirigé par la municipalité de Luynes de 2004 à 2008, le Festival change de statut en 2009 pour devenir associatif.
Aujourd'hui sous l'égide de l'association Val de Luynes Évènements, le Festival de théâtre en Val de Luynes est présidé par Monsieur Joël Miot.
En 2012, Richard Bohringer est devenu le parrain de la 9e édition.
En 2014, le festival est parrainé par Vincent Dubois.
En 2015, le festival est parrainé par Ludovic Laroche.
En 2016, le Festival est parrainé par Jean-Christian Fraiscinet.
La 10e édition a eu lieu du 20 juillet au 1er aout 2013, près de 1400 spectateurs sont venus assister aux 6 représentations.
La 12e édition a eu lieu du 15 au 31 juillet 2015, près de 2500 spectateurs sont venus assister aux 7 représentations.
Présidents du Festival de théâtre en Val de Luynes :
- 2004 - 2007 : Fondateur Olivier Raffin
- 2008 :Christine Anne Hanzel
- depuis 2009 : Joël Miot

## Objet
Le festival se déroule dans les cours des châteaux ou belles demeures environnants de Luynes
Le festival propose des pièces classiques, voire revisitées, par des troupes professionnelles provenant de toute la France